# Jüdische Gemeinde Créhange

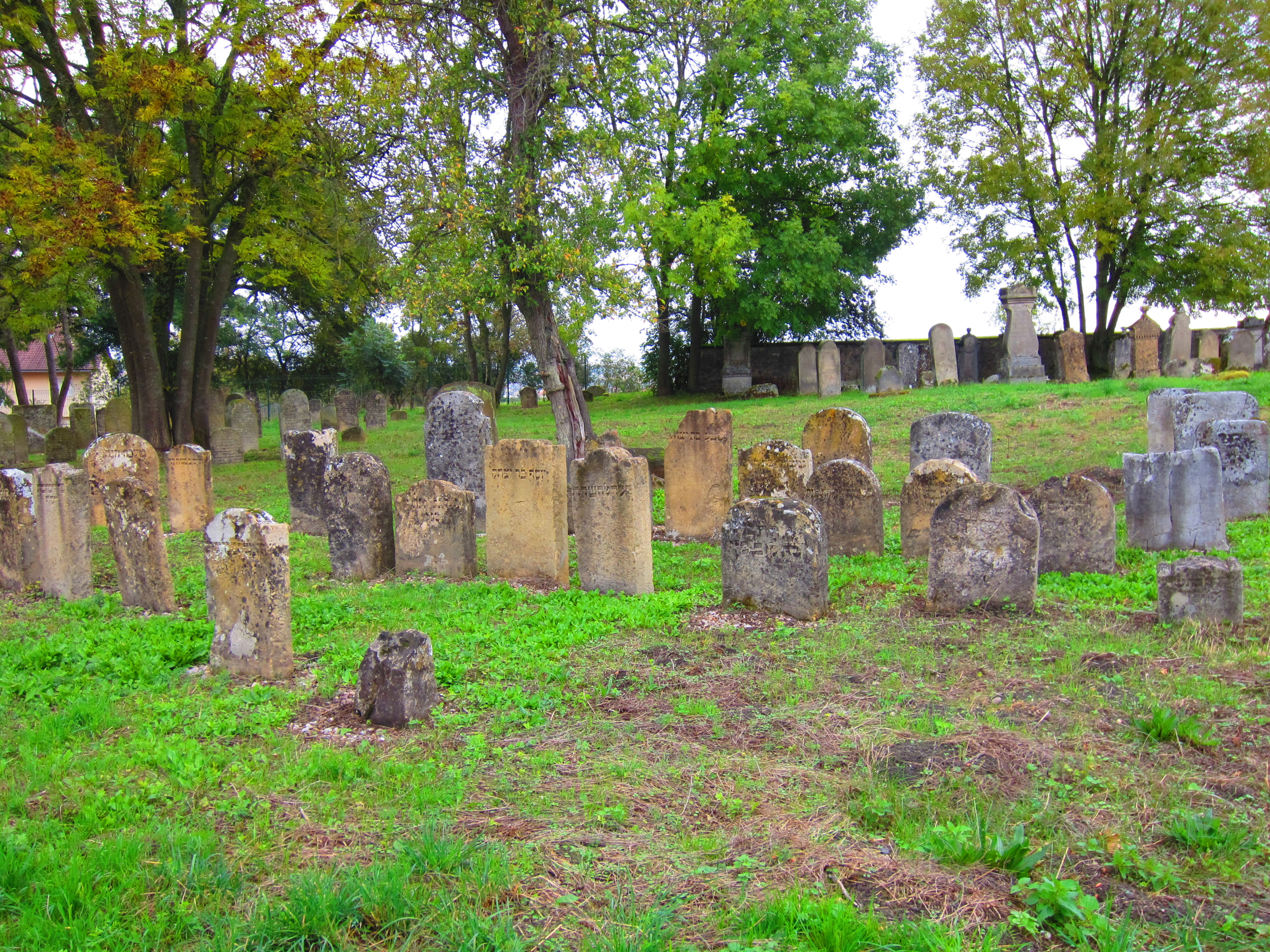
Jüdischer Friedhof in Créhange

Eine Jüdische Gemeinde in Créhange, einer französischen Gemeinde im Département Moselle in Lothringen, bestand spätestens seit dem 17. Jahrhundert.

## Geschichte
Die jüdische Gemeinde von Créhange hatte bereits 1688 einen eigenen jüdischen Friedhof (Rue de Puttlingen). Ob es vor dem Bau der neuen Synagoge, die im Jahr 1868 erweitert wurde, einen Vorläuferbau gab, ist nicht überliefert. Diese Synagoge wurde 1924 von der aufgelösten Gemeinde verkauft. Die jüdische Gemeinde gehörte seit 1808 zum israelitischen Konsistorialbezirk Metz.